# Gerlinde Hämmerle
Gerlinde Hämmerle (* 5. Juni 1940 in Wolfach) ist eine deutsche Politikerin der SPD.

## Ausbildung und Beruf
Nach dem Abitur am Fichte-Gymnasium in Karlsruhe und einer Ausbildung an der Frauenfachschule studierte Hämmerle an der Pädagogischen Hochschule Karlsruhe und erwarb die Lehrbefähigung für das Lehramt an beruflichen Schulen. Danach trat sie in den Schuldienst in Baden-Württemberg ein. Von 1985 bis 1987 war sie Studiendirektorin und noch einige Jahre stellvertretende Schulleiterin an der Helene-Lange-Schule in Karlsruhe.

## Politische Tätigkeit
Hämmerle ist seit 1967 Mitglied der SPD. Von 1976 bis 1986 war sie Ortsvereinsvorsitzende und von 1983 bis 1987 Mitglied im Landesvorstand der SPD Baden-Württemberg, ab 1985 im Präsidium des Landesvorstands.
Von 1971 bis 1987 war sie Mitglied im Gemeinderat der Stadt Karlsruhe, ab 1982 als Vorsitzende der SPD-Fraktion. 1987 wurde sie über die Landesliste Baden-Württemberg in den Deutschen Bundestag gewählt. 1988 wurde sie dort Mitglied im SPD-Fraktionsvorstand und ab 1991 Parlamentarische Geschäftsführerin. Von 1991 bis 1992 war sie eines von 31 Mitgliedern der vom Bundestag eingesetzten Unabhängigen Föderalismuskommission. Nach ihrem Ausscheiden aus dem Bundestag war sie vom 1. August 1994 bis zum 5. Juni 2005 Regierungspräsidentin des Regierungsbezirks Karlsruhe, auch nach der Ablösung der Großen Koalition durch die CDU-FDP-Koalition von 1996.
Seit über 20 Jahren ist sie Vorsitzende der Freunde des Badischen Landesmuseums.

## Ehrungen und Auszeichnungen
- 2005 Verdienstmedaille des Landes Baden-Württemberg (2005)[2]
- 2006 Heimatmedaille des Landes Baden-Württemberg
- 2006 Ehrenmedaille der Stadt Karlsruhe (2006)[3]
- 2010 Ehrenbürger der Stadt Karlsruhe

## Mitgliedschaften
- Stellvertretende Bundesvorsitzende der AWO und Mitglied des Bezirksvorstands der AWO Baden
- Mitglied im ZDF-Fernsehrat
- Mitglied im Zentralen Familienrat des Familienbundes deutscher Katholiken
- Mitglied in der Gewerkschaft Erziehung und Wissenschaft (GEW) und bei den Naturfreunden.